# Ciperna
Ciperna is een bestuurslaag in het regentschap Cirebon van de provincie West-Java, Indonesië. Ciperna telt 5695 inwoners (volkstelling 2010).